# George Waterhouse
Pour les articles homonymes, voir Waterhouse.
George Marsden Waterhouse, né le 6 avril 1824 à Penzance en Cornouailles et mort le 6 août 1906 à Torquay en Angleterre, est un homme d'État britannique, Premier ministre d'Australie Méridionale puis de Nouvelle-Zélande. Il est la seule personne à être Premier ministre de deux colonies britanniques.

## Biographie

### Jeunesse et entrée en politique
Fils d'un missionnaire wesleyan, il émigre avec son père à Hobart en Tasmanie à l'âge de 15 ans, puis s'installe à 19 ans à Adélaïde en Australie-Méridionale où il se lance dans le commerce. Il s'enrichit au point de prendre sa retraite en 1853, à 29 ans,.
Il entre en politique, se présentant avec succès comme candidat libéral indépendant aux élections législatives de 1851 dans la circonscription de Torrens-est, et entre au Conseil législatif d'Australie-Méridionale. Malade, il en démissionne en 1854 et retourne en Angleterre. Il revient en Australie-Méridionale en 1856, et est élu en mars 1857 député de Torrens-est à la nouvelle Assemblée d'Australie-Méridionale, créée pour marquer l'obtention par la colonie d'un gouvernement responsable, un fort degré d'autonomie politique en matière de politique intérieure. En août 1857, le premier Premier ministre d'Australie-Méridionale, Boyle Finniss (en), démissionne, et le gouverneur Richard MacDonnell demande à George Waterhouse de devenir Premier ministre. Celui-ci refuse et, en raison de sa santé, démissionne de l'Assemblée en septembre,.

### Premier ministre d'Australie-Méridionale
Il retrouve un siège au Conseil législatif en 1860, élu en ayant fait campagne pour une politique de libre-échange. En octobre 1861, à l'âge de seulement 37 ans, il accepte « à contre-cœur » de devenir Premier ministre. En juin 1863 une commission parlementaire indique qu'une entreprise dont il est l'un des directeurs exploite illégalement une mine, et en juillet, son ministre des finances Arthur Blyth (en) est soupçonné d'avoir détourné des fonds publics. George Waterhouse démissionne. Il demeure directeur de l'entreprise, qui poursuit ses activités minières illégales.

### Premier ministre de Nouvelle-Zélande
En janvier 1869 il émigre en Nouvelle-Zélande, et y achète une très grande ferme ovine. En 1870, le gouvernement du Premier ministre William Fox le fait membre du Conseil législatif de Nouvelle-Zélande, la chambre haute (non-élue) du Parlement de Nouvelle-Zélande. En 1871 il est nommé ministre sans portefeuille dans le gouvernement de William Fox. En octobre 1872, il accepte de devenir le Premier ministre de facade d'un gouvernement qui sera en réalité dominé par Julius Vogel. Rapidement frustré d'être à la tête d'un gouvernement qu'il ne contrôle pas (d'autant qu'il est difficile de mener un gouvernement depuis la chambre haute du Parlement), et se trouvant en désaccord avec la politique de grandes dépenses publiques voulues par Julius Vogel, il informe le gouverneur George Bowen qu'il souhaite démissionner. Ce dernier refuse, car sa démission risquerait d'entraîner une crise politique. George Waterhouse insiste, jusqu'à obtenir satisfaction, et quitte le gouvernement en juillet 1863,,.
Il demeure membre du Conseil législatif, dont il est brièvement le président (speaker) en 1887. Prenant sa retraite de la vie politique en 1889, il retourne en Angleterre. Le Bureau des Colonies, estimant qu'il a maltraité le gouverneur Bowen, s'oppose à ce qu'il soit fait chevalier, et il n'est donc jamais décoré pour avoir mené deux gouvernements dans les colonies autonomes. Il meurt à son domicile à Torquay en 1906, à l'âge de 82 ans,,.